# It Never Ends
"It Never Ends" é uma canção da banda de rock britânica Bring Me the Horizon. Produzida por Fredrik Nordström e Henrick Udd, foi apresentada no terceiro álbum de estúdio da banda, There Is A Hell, Believe Me I've Seen It. There Is A Heaven, Let's Keep It A Secret (2010). A canção foi lançada como o primeiro single do álbum em 20 de agosto de 2010, sendo o primeiro single do grupo a figurar nas paradas quando alcançou o número 103 no UK Singles Chart, número 3 no UK Rock & Metal Singles Chart e número 11 no UK Singles Chart.

## Promoção e lançamento
Bring Me the Horizon lançou o primeiro trailer do álbum There Is a Hell... em 13 de agosto de 2010, que apresentava uma parte de "It Never Ends". A canção foi lançada como single principal do álbum uma semana depois, quando foi disponibilizada para streaming online e download digital. De acordo com o site de agregação de setlists setlist.fm, "It Never Ends" é a sexta música mais tocada de Bring Me the Horizon em shows.
Depois de quase dois anos sem ser apresentada ao vivo, "It Never Ends" foi incluída no setlist do show marcante da banda no Royal Albert Hall em abril de 2016 com a Parallax Orchestra e é destaque no álbum gravado Live at the Royal Albert Hall. A performance da música no Royal Albert Hall foi elogiada por vários críticos: o colunista do The Independent, Steve Anderson, observou que "as cordas ao vivo [da música] adicionaram uma riqueza à introdução afinada e ao mesmo tempo forneceram o contraponto perfeito para os gritos guturais de Sykes e o colapso chugging", enquanto Tomas Doyle do Rock Sound a destacou como a melhor música do set.

## Composição e letra
A composição musical de "It Never Ends" é caracterizada pelo uso de vocais corais (executados por The Fredman Choristers) e instrumentos eletrônicos: o escritor da Metal Hammer, Luke Morton, afirma que a faixa marca a "primeira incursão de Bring Me the Horizon em experimentar alta eletrônica e produção". Ele também observa que o "refrão punk, infeccioso e rosnado da música é justaposto desde o início pelos vocais corais etéreos que flutuam por todo o álbum". Este contraste é descrito como uma mistura de "delicadeza com brutalidade" por Drew Beringer do AbsolutePunk, que observa que a música "começa levemente" e apresenta vocais corais "arrepiantes" e orquestração que contribuem para a "enorme faixa".
Descrevendo There Is a Hell... para Metal Hammer, Terry Bezer delineou o arranjo da música, explicando que "Trovejantes arabescos sobre o topo de deliciosas cordas do teclado novamente dão lugar a uma explosão de ritmo a todo vapor". Ele também notou as "batidas trovejantes, que sacodem o chão e pedaladas de contrabaixo" do baterista Matt Nicholls, que ele afirma "combinar para criar a sensação de que rinocerontes estão girando em seu peito". Beringer também destacou os riffs de guitarra da música, descrevendo-os como "eletrizantes", enquanto Morton os chamou de "triturantes" e "destrutivos". Bezer concluiu sua visão geral de "It Never Ends" destacando os vocais "destruidores de garganta" no outro da música, que ele descreveu como "devastador".
Beringer afirma que o conteúdo lírico de "It Never Ends" se relaciona com as "lutas anteriores" do vocalista Oliver Sykes, enquanto o autor Ben Welch sugere que a letra da música "reflete [uma] sensação de ter caído nas tentações da vida rápida", apontando especificamente para a indústria da música como a principal influência. Loudwire, em uma lista de melhores canções da banda, acrescenta que a canção "conta a história [de Sykes] sobre como lidar com sua vida pessoal e fama" e alude ao "momento difícil de sua vida em que ele sentiu que seus demônios o estavam esmagando e, por fim, o incapacitando". Natalie Perez, da revista All Access, destacou que "as letras estão cheias de arrependimento emocional com manchas de tristeza que permanecerão para sempre abertas para a verdade não contada".

## Videoclipe
O videoclipe de "It Never Ends" foi dirigido por Plastic Kid (pseudônimo do diretor dinamarquês Jakob Printzlau), que também produziu a arte de There Is a Hell... Foi lançado em agosto de 2010, ao mesmo tempo que o single. Revendo o vídeo para o site Bloody Disgusting em 2013, Jonathan Barkan destacou que "mostra o cantor Oliver Sykes sendo levado em uma ambulância para um hospital decadente, uma gangue de criaturas demoníacas e vampíricas em perseguição", acrescentando que está "cheio de gore, visuais de desenho animado, filtros corajosos e edição nítida". Oferecendo uma interpretação mais detalhada, o biógrafo Ben Welch propôs que as figuras que perseguem Sykes no vídeo representam a indústria da música, incluindo sexo, negócios, lei, drogas e a imprensa. Rock Sound elogiou o vídeo como "insano", "maluco" e "brilhante", enquanto a escritora da Kerrang!, Emily Carter, classificou-o como o quarto melhor vídeo lançado pela banda em abril de 2015.

## Recepção crítica
A resposta da mídia a "It Never Ends" foi amplamente positiva. Na biografia não oficial de Bring Me the Horizon, Heavy Sounds from the Steel City, o autor Ben Welch propôs que a música "era um exemplo perfeito do som expandido que [a banda] estava buscando", elogiando a inclusão de "riffs contundentes e agitação trabalho de bateria" além dos versos "atmosféricos", vocais corais "arrepiantes" e "enorme gancho".
Antes do lançamento do álbum, Drew Beringer do AbsolutePunk propôs que "It Never Ends" era a "melhor música da banda até agora", enquanto o escritor da Metal Hammer Terry Bezer a elogiou por apresentar "um dos melhores refrões de [Oliver Sykes] carreira até hoje". John Longbottom da Kerrang! a revista a descreveu como "provavelmente a música mais estrondosa, envolvente, bombástica, inicializadora e cantante de BMTH". Sarai C. classificou-a como a sétima melhor música da banda em maio de 2014, elogiando o uso do coro e instrumentos de corda para adicionar "um ambiente sombrio à mensagem sinistra" da faixa, enquanto Luke Morton do Metal Hammer incluiu-o em 9º lugar em sua lista das melhores canções da banda. Em 2019, a Billboard classificou a música em primeiro lugar em sua lista das 10 melhores músicas de Bring Me the Horizon, e em 2022, Kerrang! a classificou em sétimo lugar em sua lista das 20 melhores músicas do grupo.

## Desempenho comercial
"It Never Ends" foi a primeira música de Bring Me the Horizon a se registrar em uma parada, estreando no número 103 no UK Singles Chart na semana de 4 de setembro de 2010. Na mesma semana, também se registrou no UK Rock & Metal Singles Chart no número 3, e no UK Independent Singles Chart no número 11.
Na Australia Hitseekers (ARIA), alcançou o número 12.